# DASH!!
DASH!（ダッシュ）は、キャレス大阪校出身の男性2人組ヴォーカル&ダンスユニット。Leadの弟分。主にストリートライブで活躍。

## 略歴
- 2003年12月に池側・延山・酒谷・田中涼・駿介の5人で結成。
- 2004年1月に池側が脱退し、4人となる。同時期にヴィジョンファクトリーと契約。
- 2006年3月に渡邉が加入し、5人となる。
- 2007年に田中涼が脱退し、4人となる。
- 2009年に田中駿介、渡邉黎哉が脱退し、2人となる。
- DASH!!は解体、自然消滅したと見られるが、公式発表が無い為、真相は不明。延山信弘、酒谷尚史はソロで活動。

## メンバー
※は結成当時の活動名
- 延山信弘（のぶやま としひろ、1991年5月17日 - 、O型）※TOSHI
- 酒谷尚史（さかたに なおふみ、1992年2月4日 - 、O型）※NAO

## 過去のメンバー
- 池側剛士（いけがわ つよし、1990年7月3日 - ）
- 田中涼（たなか りょう、1990年8月31日 - 、B型）※RYO
  - 田中駿介の兄。映画『少年と星と自転車』に主演・山田サトル役として出演。
- 田中駿介（たなか しゅんすけ、1992年4月21日 - 、B型）※SHUN
  - 田中涼の弟。現在はYARDに所属する。
- 渡辺黎哉（わたなべ れいや、1992年12月15日 - 、O型 ）※REIYA
  - RAVEの元メンバー。2006年3月加入。脱退後、ジャニーズ事務所に所属し関西ジャニーズJr.として活動していたが2011年10月に退所している。

## 未発表曲
- 「Together Again」
- 「Special Days」
- 「Millionaire」
- 「Memories」
- 「One's First Love」

## 出演

### テレビドラマ
- ハンマーセッション!（2010年7月 - 9月、TBS） - 葛城信吾 役（延山）

### ミュージカル
- ミュージカル テニスの王子様　The Imperial Presence 氷帝 feat.比嘉（2008年7月 - 11月） - 5代目 桃城武役（延山）
- ミュージカル テニスの王子様　The Treasure Match 四天宝寺 feat. 氷帝（2008年12月 - 2009年3月） - 5代目 桃城武役（延山）

### カタログ
- ブルークロス（2005年） - 延山・酒谷・田中（駿）・渡辺

### イベント
- Leadコンサート オープニングアクト
- 城天ストリートライブ（2005年3月13日）
- 横浜ビブレイベント（2005年3月19日）
- モザイクダンスフェスティバル（2005年3月20日・21日）
- 城天ストリートライブ（2005年3月27日）
- 城天&青空オーディション（2005年11月13日）
- トークティ守口20周年記念（2005年10月29日）
- HEAVY RHYTHM vol.4（2005年12月19日）
- HEAVY RHYTHM vol.5（2006年4月2日）
- HEAVY RHYTHM FINAL（2006年8月28日）
- UNITED vol.2 ～RISING DANCE FESTIVAL～（2010年6月5日） - 延山
- UNITED vol.3 ～RISING DANCE FESTIVAL～（2010年9月23日） - 延山
- UNITED vol.4 ～RISING DANCE FESTIVAL～（2011年2月13日） - 延山
- UNITED vol.5 ～RISING DANCE FESTIVAL～（2011年6月10日・11日） - 延山